# Veremundo de Irache
San Veremundo o Bermudo (Arellano o Villatuerta, Navarra, ca. 1020 - Irache, Ayegui, Navarra, 1092 o 1099) fue un monje benedictino, abad del monasterio de Santa María la Real de Irache (Navarra) entre  1052 y 1092. Es venerado como santo por la iglesia católica.

## Biografía
Nació en Arellano o, según otros, en Villatuerta. A los doce años, hacia 1032, fue admitido en el monasterio de Irache, donde su tío Muni era abad. Muy devoto de la Madre de Dios, los monjes decían que hablaba con la imagen que tenía a la iglesia del monasterio. Al morir el abad Muni, los monjes lo eligieron como abad, hacia 1052.
Durante su gobierno, la abadía tuvo una época de esplendor, convirtiéndose en parada obligada para los peregrinos que hacían el Camino de Santiago. El rey Sancho Garcés IV de Pamplona otorgó numerosos privilegios al monasterio, con las donaciones de tres iglesias, doce monasterios y seis villas, dominios que su sucesor Sancho Ramírez amplió. Este concedió en 1087 el privilegio, extensivo en toda la comunidad monástica de Irache, que la palabra de un monje fuese considerada como prueba en un juicio. En la polémica para la reforma de la liturgia, Veremundo defendió el antiguo rito mozárabe y envió a Roma dos de los libros litúrgicos: el de plegarias (Liber orationum) y el antifonario (Liber antiphonarum). El papa Alejandro II, a quien había llegado la fama de santidad del abad, los aprobó. 
Cerca del monasterio, san Veremundo encontró la imagen de Santa María del Puy, el 1080. Sancho Ramírez de Aragón fundó, en el lugar donde se había encontrado la talla, la ciudad de Estella. Esto provocó una disminución del favor real hacia Irache, ya que los recursos y privilegios se destinaron ahora a la nueva ciudad.
En 1099 ya consta un nuevo abad en el monasterio. Parece que Veremundo habría muerto en Irache el 8 de marzo de  1092, o puede que 1099.

## Veneración
Fue enterrado en el Monasterio de Santa María la Real de Irache. Alejandro III lo canonizó en 1163. Las fuentes sobre su vida son tardías (Becerro de Irache y Leccionario de Irache, del 1547), pero recoge milagros y leyendas explicados desde hace mucho tiempo, como los dones de profecía, de curación, exorcismos, etc. 
En 1583 se trasladaron sus restos, como resultado de un voto por la curación de una enfermedad que había hecho el abad Antonio de Comontes: este hizo instalar las reliquias en una urna preciosa que se colocó en la sacristía. El papa Paulo V permitió el culto en 1614, confirmado por Inocencio X el 1646. En 1657, los restos se colocaron en una nueva arca de plata con relieves. 

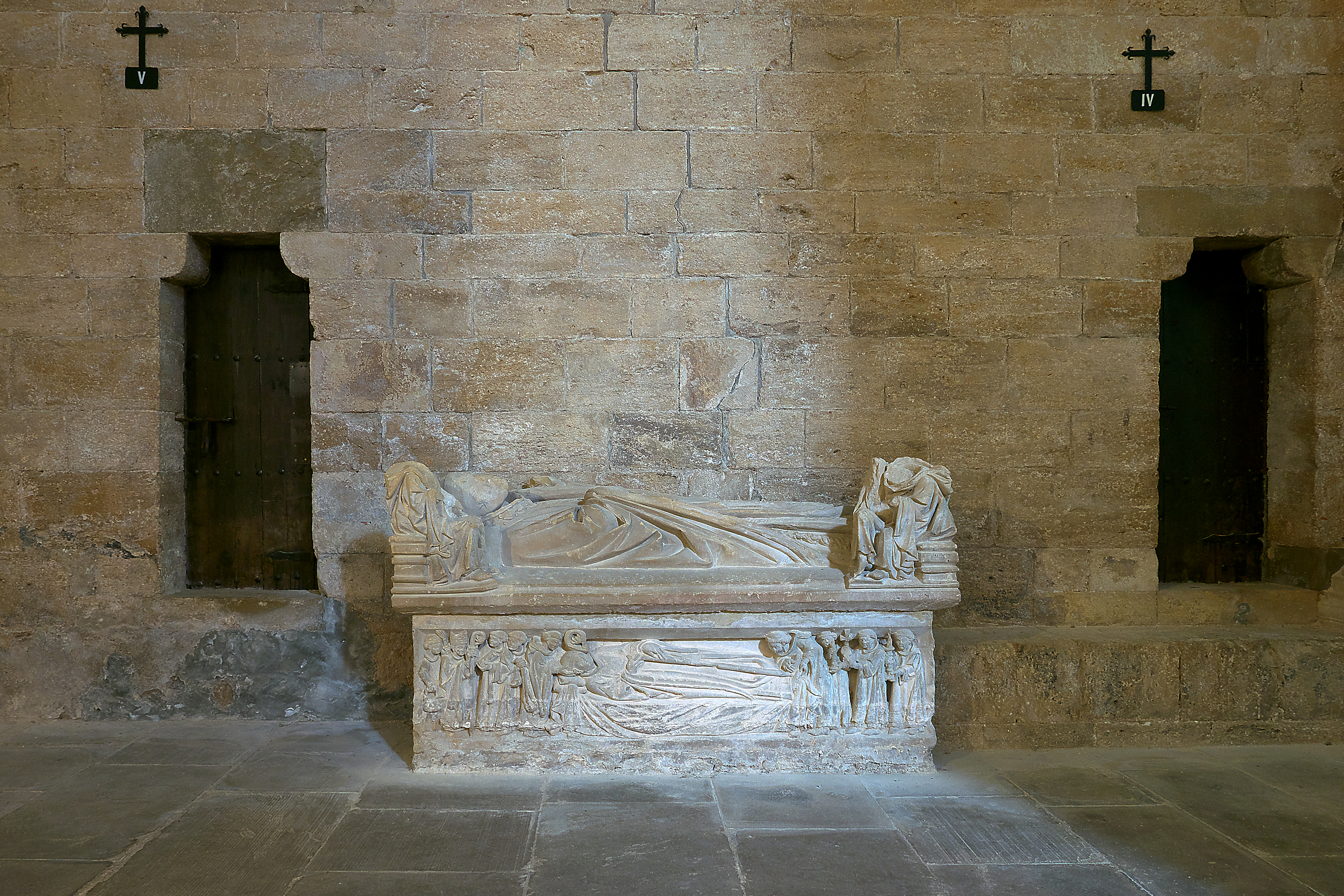
Sepulcro de San Veremundo en el Monasterio de Santa María la Real de Irache.

Después de la desamortización de 1835, las reliquias se depositaron en la iglesia de Ayegui y, finalmente, en Arellano y Villatuerta. Como no quedaba claro cuál había sido el lugar de nacimiento del santo, los dos pueblos acordaron alternarse, cada cinco años, la custodia del relicario, que está cinco años en uno de los pueblos y los cinco siguientes al otro, haciéndose este traslado el 3 de septiembre, festividad en los dos pueblos; la procesión hace paradas en Irache y en el pueblo de Dicastillo. 
Es el patrón del Camino de Santiago en Navarra. Un refrán de Navarra dice: "Mientras el mundo sea mundo, el  ocho de marzo San Veremundo".

### Leyendas
Veremundo era muy generoso y mientras fue monje acostumbraba a llevar comida a los peregrinos del Camino que se paraban en el hospital del monasterio. Como estos donativos estaban regulados por el monasterio, lo hacía a escondidas y tapaba la comida con su hábito. Cuando alguno de los monjes lo encontraba y se llevaba la comida, esta se transformaba en flores o leña.
Para atender a los peregrinos, el santo brotó vino de una fuente que había cerca del monasterio.
Un grupo de peregrinos había llegado en el monasterio y Veremundo los recibió. Al preguntarles de dónde venían y qué habían visto por el camino, no supieron contestar, ya que no se habían fijado en nada de lo que habían visto. Veremundo, dolido por tanta indiferencia hacia las maravillas que Dios había creado, exclamó diciendo "¡Veré mundo!". Los peregrinos se convirtieron en molinos de viento, condenados a girar continuamente sin llegar a ningún sitio y no cambiar de punto de vista.